# 가스통 글래스

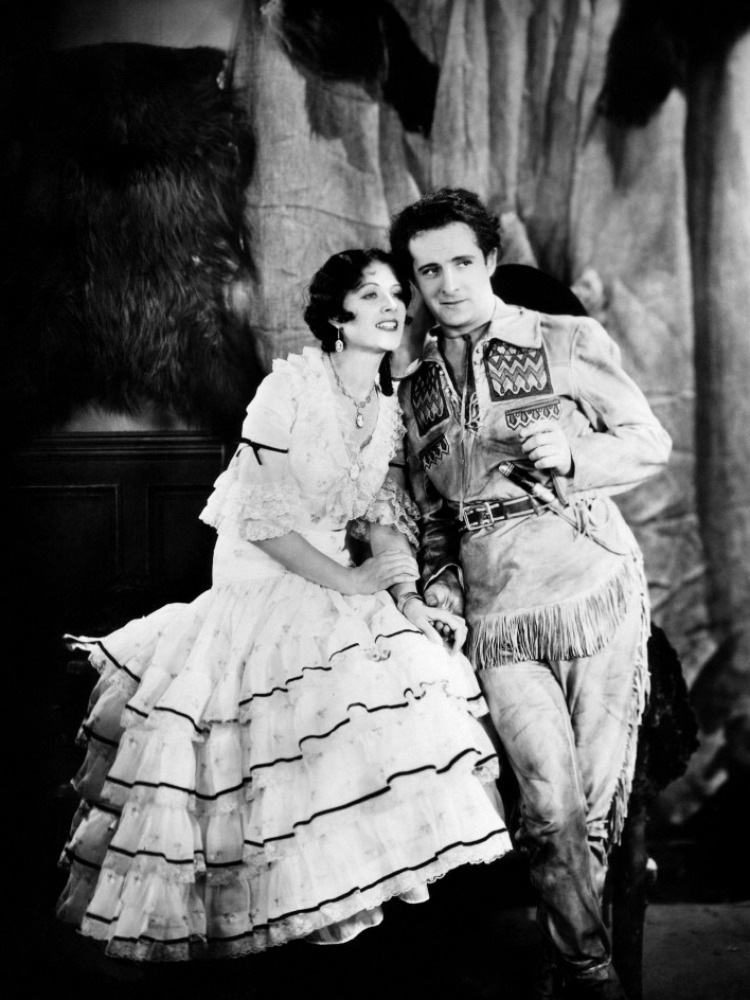

가스통 글래스(Gaston Glass, 1899년 12월 31일 ~ 1965년 11월 11일)는 프랑스의 배우이다.
파리 18구에서 태어났으며 샌타모니카에서 사망하였다.

## 영화
- 이브의 모든 것 (1950년)
- 스윙 잇, 세일러! (1938년)
- 더 킹 앤 더 코러스 걸 (1937년) - 주니어 오피서 역
- 메리 오브 스코틀랜드 (1936년)